# Juan Antonio Flecha
Juan Antonio Flecha Giannoni (født 17. september 1977 i Junín, Buenos Aires, Argentina) er en spansk tidligere professionel landevejscykelrytter. Han var ekspert i brostensetaper og har vundet 2 sejre som professionel